# 599 レキシントン・アベニュー
599 レキシントン・アベニュー (599 Lexington Avenue) は、ニューヨーク市マンハッタンの超高層ビルである。

## 概要
このビルはen:Edward Larrabee Barnesによる設計で、en:Boston Propertiesによる開発である。高さは50階建ての199m (653ft) で、1984年に建設は始まり1986年に竣工した。このビルの開発はen:Mortimer Zuckermanとボストン・プロパティのニューヨーク市での最初の仕事となった。
ロビーにはフランク・ステラのSalto nel Mio Saccoが飾られている。このビルの上部は三角形を組み合わせたような形となっている。また、このビルには地下鉄レキシントン・アベニュー - 53丁目駅 (en, 4 6 <6> E M 線) の入り口が付属している。
このビルは固定のテナントがつかないまま完成したことでも有名である。

## テナント
- en:K&L Gates[3]
- en:Cogent Partners[4]
- en:Cornerstone Research[5]
- en:Cowen Group[6]
- イスティスマール・ワールド[4]
- en:Shearman & Sterling[7]
- リード・スミス[8]
- en:Huron Consulting Group[9]